# Eishockey bei den New Zealand Winter Games
Eishockey wird bei den New Zealand Winter Games seit der ersten Austragung der Spiele 2009 gespielt. Die ersten Spiele fanden in Dunedin statt, da im eigentlich Austragungsort Queenstown keine geeignete Eisfläche zur Verfügung stand. 2013 und 2015 wurden die Anzahl der Sportarten bei den Winter Games verkleinert und dabei auch Eishockey aus dem Programm genommen. Seit 2017 gehört Eishockey wieder zum Programm der nun jährlich stattfindenden Spiele. Dabei wird im Rahmen der Winter Games die Trans-Tasman Challenge gegen den Nachbarn Australien ausgetragen (benannt nach der Tasmansee zwischen Neuseeland und Australien).

## Sieger
| 2009 | Australien |
| 2011 | Australien |
| 2017 | Australien |
| 2018 | Neuseeland |
| 2019 | Neuseeland |

## Austragung 2009
2009 spielten Neuseeland und Australien zweimal. Neuseeland gelang dabei im zweiten Spiel erstmals ein Sieg gegen den Nachbarn. Die Spiele fanden im Dunedin Ice Stadium statt.
| 22. August 2009 (Ortszeit) | Neuseeland | 2:8 (2:2, 0:5, 0:1) | Australien | Ice Stadium, Dunedin Zuschauer: 2.500 |

| 23. August 2009 | Neuseeland | 5:4 (1:2, 2:0, 2:2) | Australien | Ice Stadium, Dunedin Zuschauer: 1.600 |

## Austragung 2011
2011 nahmen zum einzigen Mal drei Mannschaften an den Spielen teil, neben dem Gastgeber und Australien auch die Volksrepublik China.  Die Spiele fanden erneut im Dunedin Ice Stadium statt. Nach einer Vorrunde jeder gegen jeden gab es ein Halbfinale und ein Finale.

### Vorrunde
| 17. August 2011 20:00 Uhr (Ortszeit) | Neuseeland | 8:3 (1:2, 2:1, 5:0) Spielbericht | Volksrepublik China | Ice Stadium, Dunedin Zuschauer: 200 |

| 18. August 2011 19:00 Uhr | Volksrepublik China | 2:15 (0:3, 2:6, 0:6) Spielbericht | Australien | Ice Stadium, Dunedin Zuschauer: 100 |

| 19. August 2011 19:00 Uhr | Neuseeland | 2:8 (1:4, 0:3, 1:1) Spielbericht | Australien | Ice Stadium, Dunedin Zuschauer: 800 |

| Pl. |                     | Sp | S | OTS | OTN | N | Tore  | Punkte |
| --- | ------------------- | -- | - | --- | --- | - | ----- | ------ |
| 1.  | Australien          | 2  | 2 | 0   | 0   | 0 | 23:04 | 6      |
| 2.  | Neuseeland          | 2  | 1 | 0   | 0   | 1 | 10:11 | 3      |
| 3.  | Volksrepublik China | 2  | 0 | 0   | 0   | 2 | 05:23 | 0      |

Abkürzungen: Pl. = Platz, Sp = Spiele, S = Siege, OTS = Siege nach Verlängerung (Overtime) oder Penaltyschießen, OTN = Niederlagen nach Verlängerung oder Penaltyschießen, N = Niederlagen

### Finalrunde
Halbfinale
| 20. August 2011 17:00 Uhr | Neuseeland | 6:1 (3:1, 0:0, 3:0) Spielbericht | Volksrepublik China | Ice Stadium, Dunedin Zuschauer: 150 |

Finale
| 21. August 2011 14:00 Uhr | Australien | 4:1 (1:0, 3:0, 0:1) Spielbericht | Neuseeland | Ice Stadium, Dunedin Zuschauer: 200 |

## Trans-Tasman Challenge 2017
Die Trans-Tasman Challenge 2017 wurde in der Queenstown Ice Arena ausgetragen. Im ersten Spiel konnte Neuseeland den zweiten Sieg der Geschichte gegen Australien feiern. Das zweite Spiel gewannen die Australier. Das entscheidende dritte Spiel wurde im Shutout entschieden, welches die Australien gewinnen konnten.
| 7. September 2017 | Neuseeland | 4:1 (2:1, 1:0, 1:0) Stand: 1:0 | Australien | Ice Arena, Queenstown |

| 8. September 2017 | Neuseeland | 0:2 (-:-, -:-, -:-) Stand: 1:1 | Australien | Ice Arena, Queenstown |

| 9. September 2017 | Neuseeland | 3:4 n. P. (-:-, -:-, -:-, 0:0, 0:1) Stand: 1:2 | Australien | Ice Arena, Queenstown |

## Trans-Tasman Challenge 2018
Die Trans-Tasman Challenge 2018 wurde erneut in der Queenstown Ice Arena ausgetragen. Erstmals konnte Neuseeland die Serie für sich entscheiden.
| 6. September 2018 | Neuseeland | 4:2 (-:-, -:-, -:-) Stand: 1:0 | Australien | Ice Arena, Queenstown |

| 7. September 2018 | Neuseeland | 6:1 (-:-, -:-, -:-) Stand: 2:0 | Australien | Ice Arena, Queenstown |

| 8. September 2018 | Neuseeland | 3:6 (2:1, 1:2, 0:3) Stand: 2:1 | Australien | Ice Arena, Queenstown |

## Trans-Tasman Challenge 2019
Die Trans-Tasman Challenge 2019 wurde in der Queenstown Ice Arena ausgetragen. Erneut entschied Neuseeland die Serie für sich.
| 5. September 2019 19:00 Uhr (Ortszeit) | Neuseeland | 6:4 (-:-, -:-, -:-) Stand: 1:0 | Australien | Ice Arena, Queenstown |

| 6. September 2018 19:00 Uhr | Neuseeland | 5:3 (-:-, -:-, -:-) Stand: 2:0 | Australien | Ice Arena, Queenstown |

| 7. September 2019 19:00 Uhr | Neuseeland | 2:9 (1:3, 1:1, 0:5) Stand: 2:1 | Australien | Ice Arena, Queenstown |